# Pyramides (Paris metro)
Pyramides är en metrostation i Paris metro för linje 7 och linje 14. Den är belägen längs Avenue de l'Opéra mitt mellan Opéra Garnier och nationalteatern Comédie-Française där Rue des Pyramides slutar. Namnet är givet efter Napoleons vinst över mamlukerna i slaget vid pyramiderna 1798. Stationen öppnade år 1916 på linje 7 medan linje 14 tillkom 1998.
I stationstaket vid plattformarna för linje 14 har konstnären Jacques Tissinier gjort installationen Tissignalisation n°14. Den invigdes 2003 och består av tusen färgade stålskivor i innertaket på stationerna Pyramides och Madeleine.

## Galleri

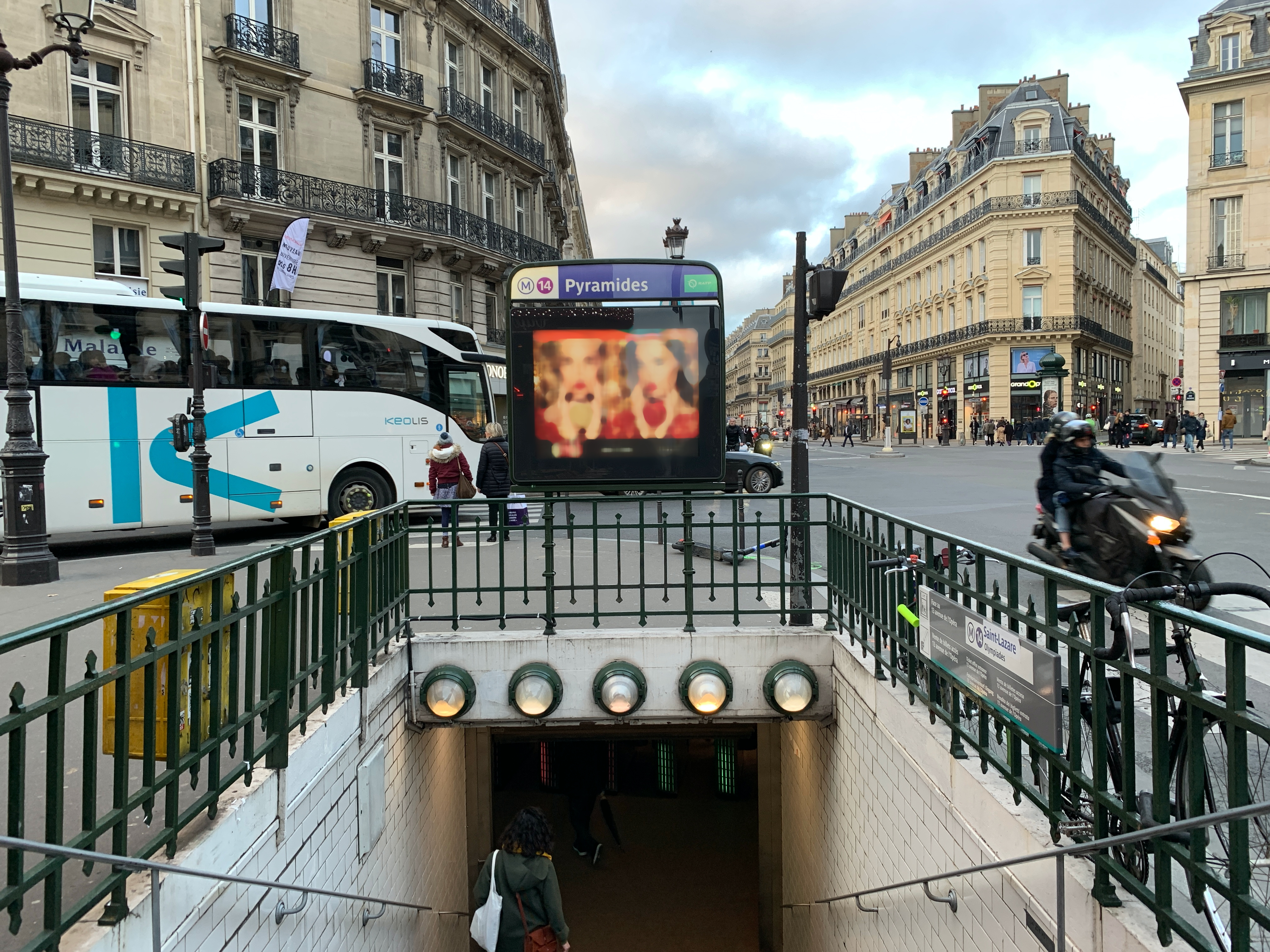
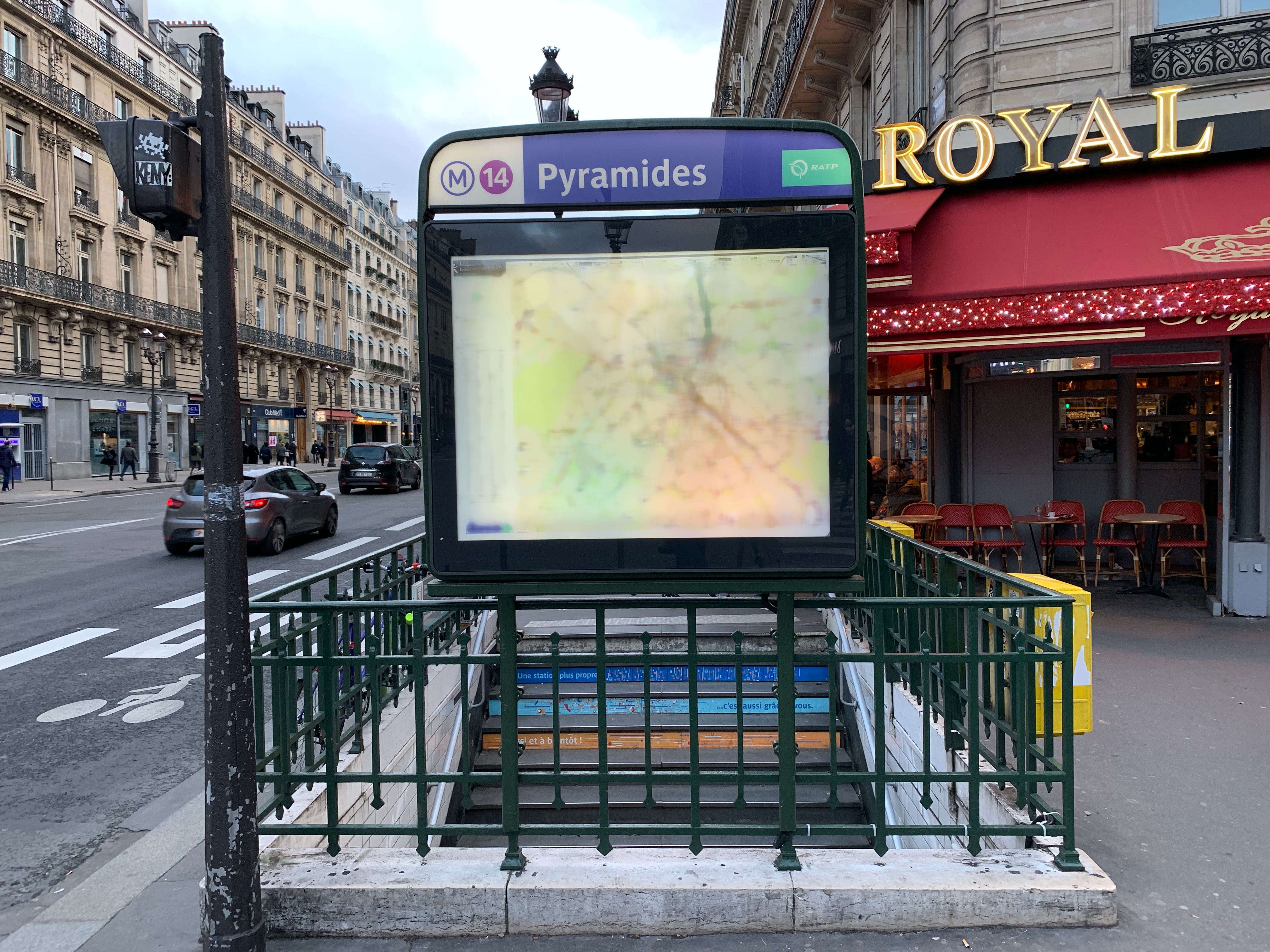
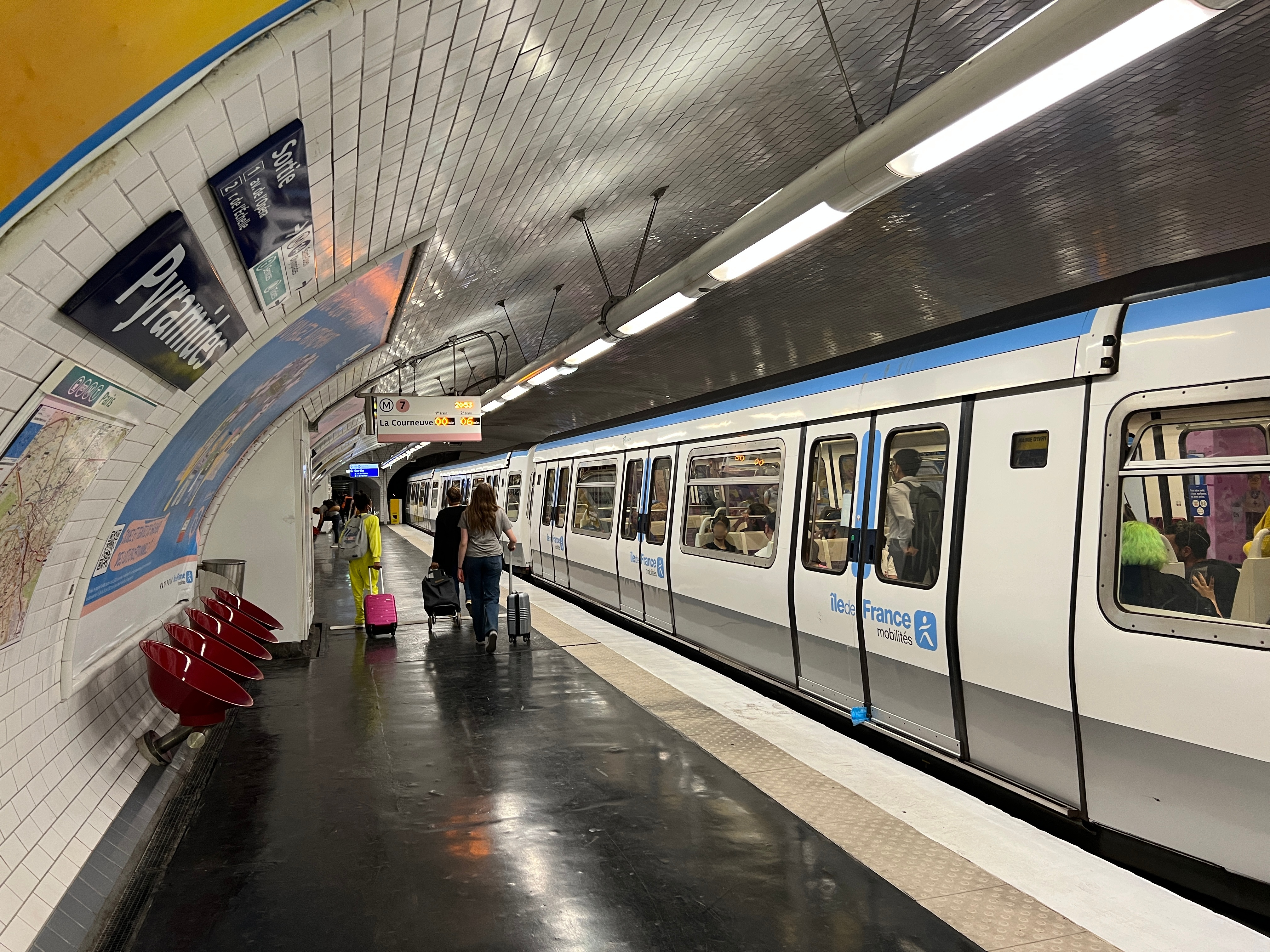
Perrong för linje
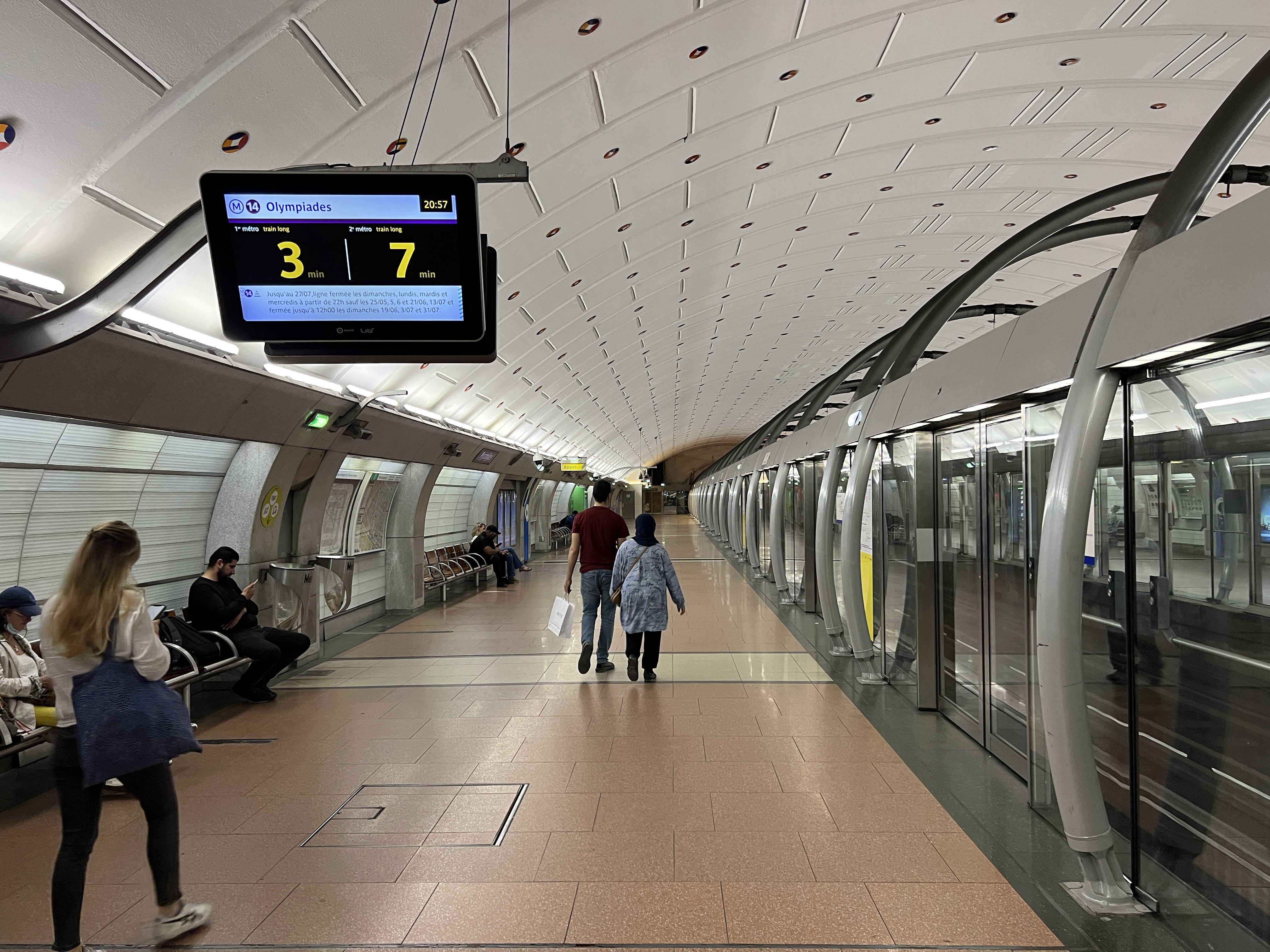
Perrong för  linje